# عقد 1540
عقد 1540 هو عقد امتد بين 1 يناير 1540 و31 ديسمبر 1549 بحسب التقويم الميلادي. سبقه عقد 1530 ولحقه عقد 1550.

## أحداث
- معركة سيريسول (1544)
- قرار مجلس الأمن التابع للأمم المتحدة رقم 1546 (1546)
- معركة سهارت (1541)
- معركة وفلة (1542)
- معاهدة أدرنة (1547)
- معركة سوخويستا (1545)

## مواليد
- هانزو هاتوري (1542)
- ديفيد غانس (1541)
- يان هاينس (1542)
- ريو سونغ ريونغ (1542)
- ليوناردو دا كوتري (1542)
- رقية سلطان بيغوم (1542)
- يوهان كازيمير كونت بالاتينات-لوترن (1543)

## وفيات
- توماس كلبيبر (1541)
- لابو لابو (1542)
- يانوش زابوليا (1540)
- بارميجانينو (1540)
- السيدة الحرة (1542)
- بيدرو دي ألفارادو (1541)
- إدوارد دوق غيمارايش (1540)
- مارغريت بولي (1541)
- فرانشيسكو غيتشارديني (1540)
- دويت الثاني (1540)
- محمد بن يوسف الطبيب الهروي (1542)

## كتب
- Yves Denis Papin (1998). Chronologie de l'histoire ancienne. Lieu de publication non identifié: Éditions Jean-paul Gisserot. ISBN:2-87747-346-5. OCLC:40746926. مؤرشف من الأصل في 2022-03-16.
- موسوعة حضارة العالم (2002) لأحمد محمد عوف.

## روابط خارجية
- تصفح سنة بسنة عقد 1540 على موقع onthisday.com
- تصفح سنة بسنة عقد 1540 ابتداءً من سنة عقد 1540 على موقع المكتبة الوطنية الفرنسية